# Traumacentrum

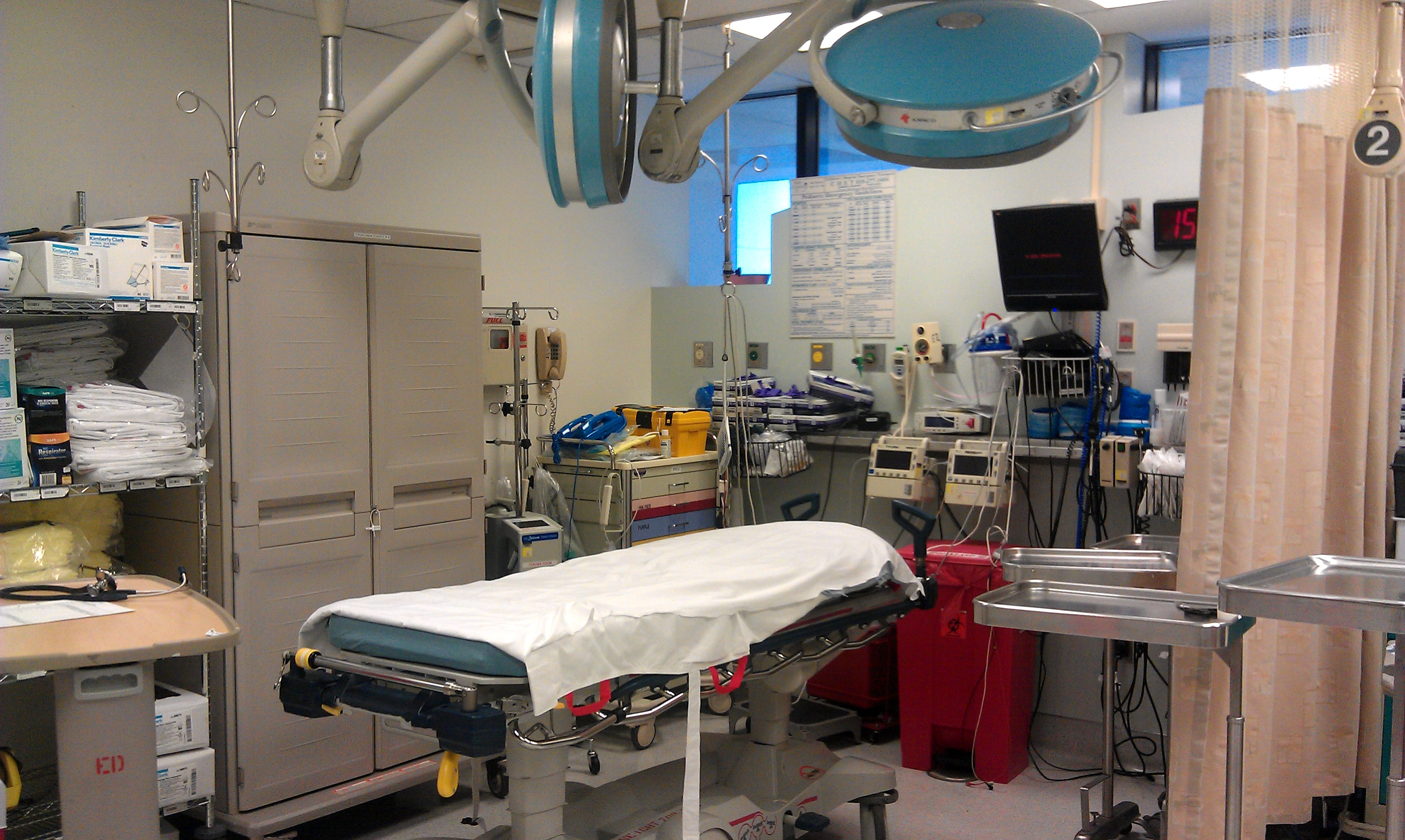
Traumacentrum

Traumacentrum (též úrazové centrum) je nemocnice nebo její část (oddělení, klinika) zabývající se neodkladnou lékařskou péčí o pacienty s vážnými úrazy. Traumacentra vznikla proto, že se ukázalo, že úrazy často vyžadují komplexní a multioborovou léčbu, včetně léčby chirurgické, aby měli pacienti maximální šanci na přežití a uzdravení.
Úraz je život ohrožující událost, ať už náhodná nebo záměrná, která způsobí tělesné poškození. Hlavní příčinou úrazů jsou dopravní nehody, pády a násilné činy. Úrazy jsou hlavní příčinou smrti u Američanů pod 44 let věku
Aby mohla být v USA nemocnice kvalifikována jako traumacentrum, musí splňovat kritéria určená Americkou chirurgickou společností (ACS). Traumacentra se liší ve svých možnostech a jsou identifikována pomocí "úrovní": Úroveň I (Level-I, Level-1) je nejvyšší, Úroveň III nejnižší (některé státy mají čtyři úrovně, nejnižší je Level-IV).
Vyšší úrovně traumacenter mají k dispozici chirurgy-traumatology, včetně specialistů, například neurochirurgů, maxilofaciálních chirurgů a ortopedických chirurgů, stejně jako vysoce sofistikované diagnostické přístroje. Nižší úrovně traumacenter mohou být schopny poskytovat počáteční péči, stabilizaci zranění a přípravu na transport do traumacentra vyšší úrovně.
Činnost traumacenter je velmi drahá. V některých oblastech USA je z těchto důvodů traumacenter nedostatek (například Harborview Medical Center v Seattlu je jediné centrum úrovně I pro státy Washington, Idaho, Montana a Aljaška. Orlando Regional Medical Center na Floridě bylo postaveno jako traumacentrum pro pět okresů, ale obsluhuje jich více než dvacet.
Protože neexistuje způsob, jak plánovat potřeby služeb urgentní medicíny, počet pacientů v traumacentrech se může výrazně lišit. Bylo vyvinuto několik různých metod, jak se s tím vypořádat. Halifax Health v Daytona Beach na Floridě brzy nasadí systém, který umožní poskytovat poúrazovou péči na několika menších odděleních různých nemocnic, místo jednoho velkého traumacentra.
Traumacentra často mívají helipad pro příjem letecky transportovaných pacientů. V mnoha případech se osobám zraněným ve velké vzdálenosti od traumacentra a transportovaným vrtulníkem dostane rychlejší a lepší péče, než kdyby byly přepravovány po zemi do bližší nemocnice, která není zařízena jako traumacentrum.

## Traumacentra v České republice
Na konci roku 2008 bylo v České republice celkem 14 traumacenter, tvořících nejvyšší úroveň péče o pacienty po úrazech. Na základě auditu bylo rozhodnuto, že bude jejich počet snížen na 11. Od roku 2016 byl status traumacentra opět přiznán zlínské nemocnici. Síť tvoří traumacentra v těchto nemocnicích:
- Fakultní nemocnice v Motole
- Fakultní nemocnice Královské Vinohrady
- Ústřední vojenská nemocnice
- Fakultní nemocnice Plzeň
- Nemocnice České Budějovice
- Masarykova nemocnice v Ústí nad Labem
- Krajská nemocnice Liberec
- Fakultní nemocnice Hradec Králové
- Fakultní nemocnice Ostrava
- Fakultní nemocnice Olomouc
- Fakultní nemocnice Brno
- Krajská nemocnice T. Bati